# Навантажувальна характеристика ДВЗ

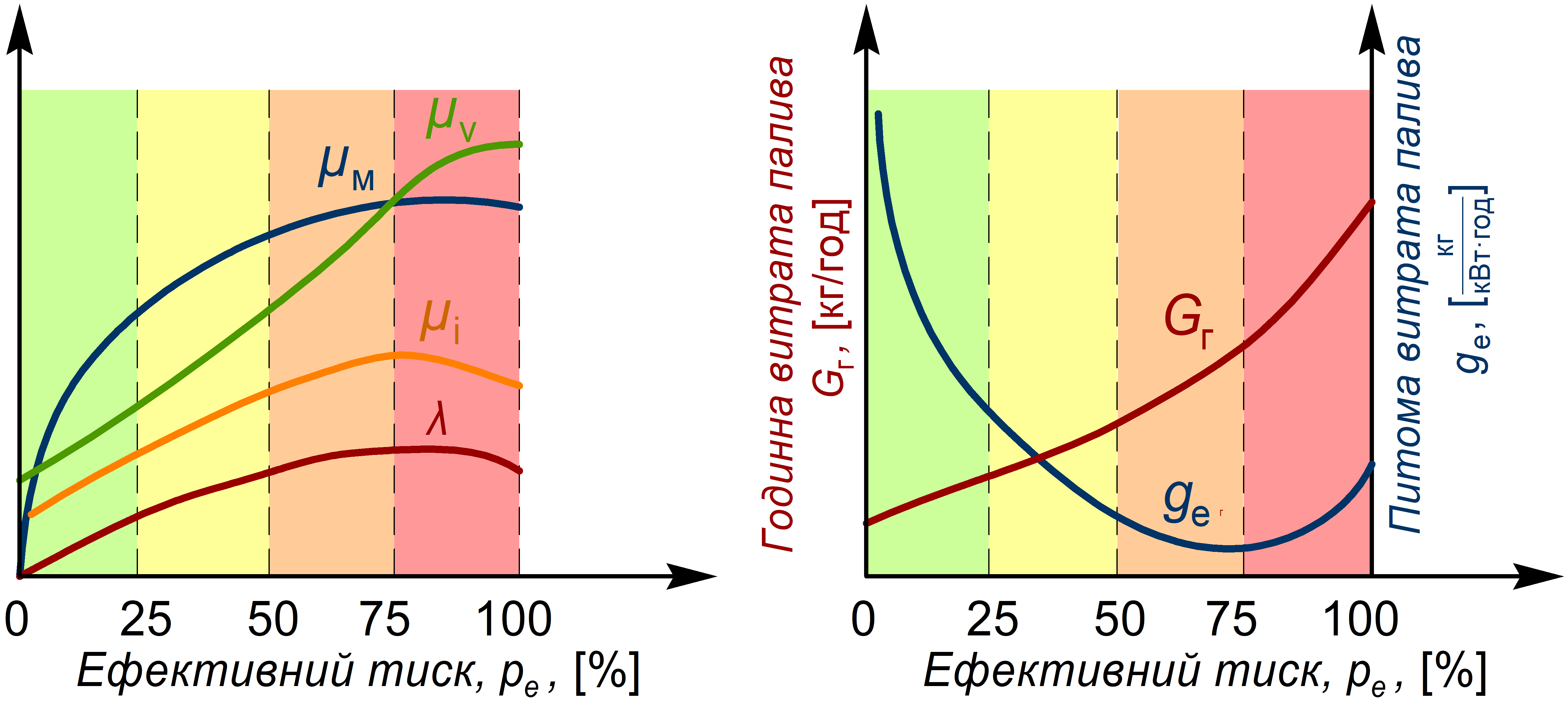
Навантажувальна характеристика бензинового двигуна:
ліворуч — залежність основних параметрів циклу від навантаження; праворуч — залежність показників роботи (витрати палива) від навантаження

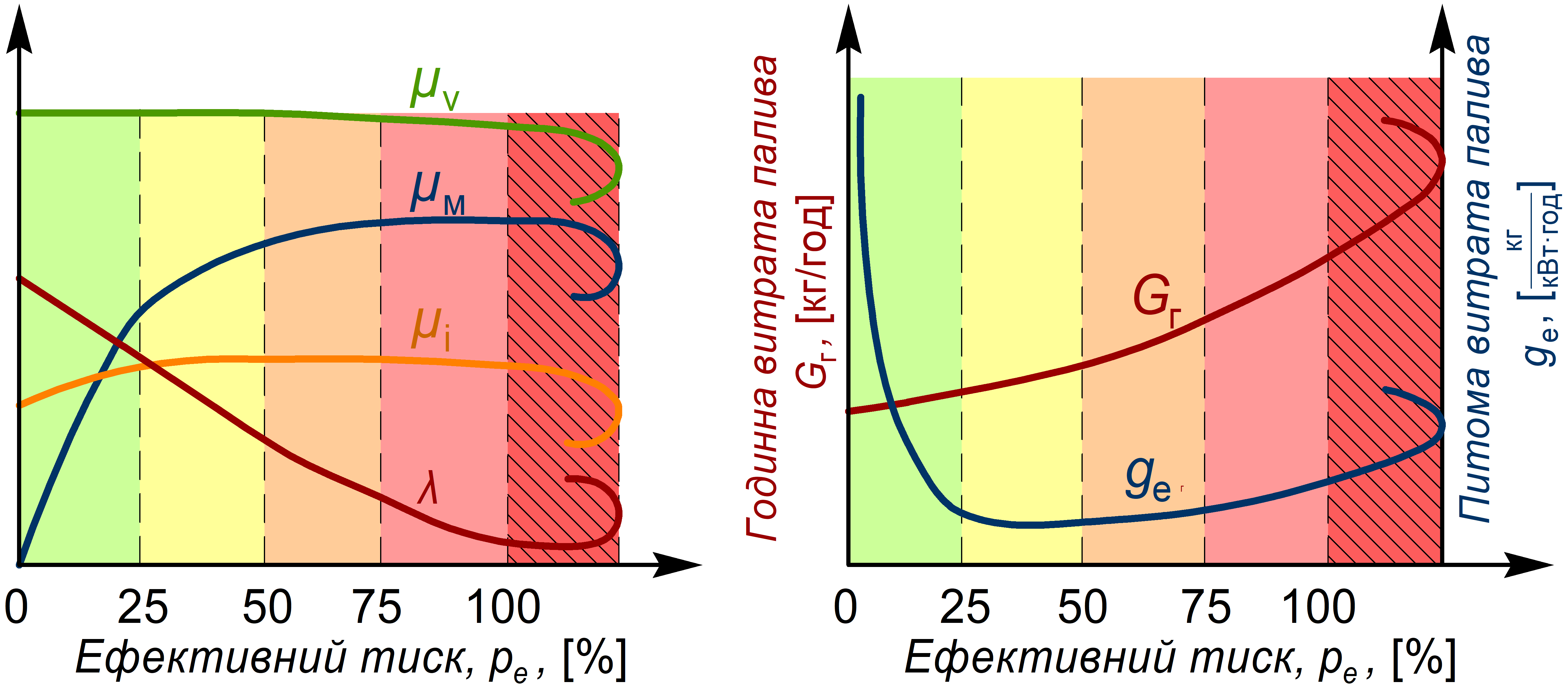
Навантажувальна характеристика дизельного двигуна:
ліворуч — залежність основних параметрів циклу від навантаження; праворуч — залежність показників роботи (витрати палива) від навантаження; заштрихована область вказує на роботу двигуна з димленням

Навантажувальна характеристика двигуна (англ. combustion engine load characteristics) — залежність основних параметрів ДВЗ (зокрема, питомої та годинної витрат палива) від його навантаження, при незмінній частоті обертання колінчастого вала. Показниками навантаження є ефективні потужність, обертовий момент, тиск (найчастіше). Іноді характеристику будують з аргументом, представленим у відносних величинах, наприклад, у відсотках від максимальної (номінальної) потужності.
Мета отримання навантажувальної характеристики — визначення паливної ощадності ДВЗ та способів її покращення.
Робота в режимах навантажувальної характеристики притаманна двигунам приводу електрогенераторів, компресорів, насосів, тракторів.